# Krzywobrody
Krzywobrody, Krzywe Brody (ukr. Кривоброди) – wieś na Ukrainie, w obwodzie iwanofrankiwskim, w rejonie kosowskim.